# Bellas artes
El término bellas artes se popularizó en el siglo XVII para referirse a las principales artes y buen uso de la técnica. El primer libro que se conoce que las clasifica es Les Beaux-Arts réduits à un même principe (Las bellas artes, 1746) de Charles Batteux, quien pretendió unificar las numerosas teorías sobre belleza y gusto que existían en esa época. Batteux incluyó en las bellas artes originalmente a la arquitectura, la danza, la escultura, la música, la pintura y la poesía; y se añadió posteriormente la elocuencia.
Con el tiempo, la lista sufriría cambios según los distintos autores que añadirían o quitarían artes a esta lista (se eliminó la elocuencia). En 1911, Ricciotto Canudo es el primer teórico del cine en calificar a este como el séptimo arte, en su ensayo "Manifiesto de las Siete Artes", que se publicó en 1914.
También por la evolución histórica del término, es habitual que el uso de bellas artes se asocie, en instituciones educativas y en museos de bellas artes, casi exclusivamente a las artes plásticas o artes visuales. En este sentido, la palabra arte también es muchas veces sinónimo de artes visuales, al emplearse en términos como galería de arte.

## División clásica
Las artes son un fenómeno social, un medio de comunicación, una necesidad del ser humano de expresarse y comunicarse mediante formas, colores, sonidos y movimientos; el arte es un producto o acto creativo. Los griegos antiguos dividían las artes en artes superiores y artes menores. Las artes superiores eran aquellas que permitían gozar las obras por medio de los sentidos superiores (vista y oído), con los que no hace falta entrar en contacto físico con el objeto observado. Las bellas artes eran seis: arquitectura, escultura, pintura, música, declamación y danza. La declamación incluye la poesía, y con la música se incluye el teatro (actualmente parte de la Literatura). Esa es la razón por la que el cine se considera en la actualidad el séptimo arte. Las artes menores, en cambio, son aquellas que impresionan a los sentidos menores (gusto, olfato y tacto), con los que es necesario entrar en contacto con el objeto: gastronomía, perfumería y artesanía.
También se considera al cómic como una expresión artística, siendo denominado como "el Noveno Arte". Su lenguaje propio ya establecido y su mezcla de narrativa literaria y visual lo convierten, sin duda en una manifestación artística.

### Siete bellas artes
- Arquitectura: Es el arte y ciencia de proyectar y construir edificaciones.
- Danza: Es el arte donde se utiliza el movimiento del cuerpo, usualmente con música, como una forma de expresión de sentimientos y emociones, y de interacción social, con fines de entretenimiento, o religiosos.
- Escultura: Es el arte de crear formas en el espacio, tanto exentas como en relieve.
- Música: Es el arte que combina los sonidos conforme a los principios de la melodía, la armonía, el ritmo y el timbre.
- Pintura: Es el arte de la representación gráfica utilizando pigmentos, mezclados con otras sustancias aglutinantes, orgánicas o sintéticas.
- Literatura: Es el arte que tiene por instrumento la palabra escrita.
- Cine: Aunque la arquitectura está relacionada con una función utilitaria, se ha convenido en reconocerla como una de las bellas artes, en cuanto idea, proyecta y erige edificaciones perdurables y valiosas funcional y artísticamente.

### Añadidos modernos de bellas artes
- Diorama
- Cinematografía: Nacido a finales del siglo XIX, es un arte muy popular, consistente en la proyección en una pantalla de fotografías (o dibujos) a un ritmo determinado (24 por segundo) y una tras otra, produciendo un efecto óptico en el que parecen estar en movimiento, conformando las llamadas "películas". Esas imágenes narran una historia y suelen ir acompañadas de sonido. Para la reproducción de dichas películas es necesario poseer diversas máquinas, dependiendo de si se exhiben en salas preparadas ex professo o en nuestra casa.
- Fotografía: Creado a mediados del siglo XIX, la fotografía es el arte de la captación de imágenes de la realidad en papel, usando para ello una máquina llamada cámara. Las imágenes captadas con dicha máquina son fijadas en papel mediante diversas técnicas y productos químicos.
Dichas imágenes pueden reflejar la cotidianidad o tener un marcado carácter artístico, expresando metáforas o sensaciones. De este arte derivó, posteriormente, el cine, dado que este está basado en fotografías.
- Cómic: Considerado un arte popular, y creado a principios del siglo XX, el cómic es el arte de narrar historias mediante secuencias de dibujos que, mezcladas con textos, se distribuyen en cuadrados llamados viñetas, que, a su vez se colocan una tras otra en la página, conformando una secuencia.
Denostado durante mucho tiempo, debido a su marcado carácter popular, el cómic es considerado en la actualidad una manifestación artística de pleno derecho, debido a la utilización de unos códigos expresivos propios, ausentes en el resto de las bellas artes, y a su combinación de literatura y arte visual en un mismo lugar. Por todo ello, es calificado por el gran público y los expertos como el "noveno arte" o el arte secuencial.
- Videojuegos: En 2011 se extendió la protección artística a videojuegos, lo que les clasificó como un arte legal.[cita requerida] De igual forma, Xin Wang, creador de un personaje de Diablo III dijo “sucedió como sucedió en el cine. El videojuego es nueva forma de arte, el octavo arte. Depende de cómo lo veas y cómo lo usas”.
- Origami: durante siglos, el origami o arte del plegado del papel, se mantuvo en el ámbito de las práctica artesanales. Pero en los últimos 50 años, un interés renovado por comprender el comportamiento de la materia plegable, tanto a nivel artístico como científico, ha dado impulso a una generación de artistas cuyas obras merecen ubicarse a la altura de las bellas artes. El origami tiene una característica que lo distingue de otras artes: mientras que la pintura requiere la adición de materia, y la escultura implica sustracción, el origami no suma ni resta: transforma. El sustrato sobre el cual el artista imprime la función de pliegue puede ser papel u otro material plegable (metal, acetato, etc.). También llamado «nuevo origami» para distinguirlo de las antiguas prácticas artesanales, tuvo una rápida evolución en el último medio siglo gracias al aporte de la matemática computacional y al desarrollo de técnicas como el box-pleating, el teselado y el plegado en húmedo. Artistas como Robert J. Lang, Erik y Martin Demaine, Sipho Mabona, Giang Dinh y otros, son citados con frecuencia para ejemplificar la forma en que el origami continúa desafiando los límites de un arte cada vez más comprometido con su tiempo. Su faceta computacional y el continuo flujo por las redes sociales, donde transitan y se nutren las nuevas técnicas y diseños, han convertido al origami en un arte paradigmático del siglo XXI.[3][4][5]
- Dibujo
- Ilustración

## Disciplinas artísticas tradicionales
Las disciplinas artísticas tradicionales abarcan una amplia gama de formas de expresión creativa que han sido valoradas y practicadas a lo largo de la historia. Estas disciplinas artísticas han sido fundamentales en el desarrollo cultural de diferentes sociedades y han dejado un legado duradero en el mundo del arte. 
- Pintura: La pintura es una de las disciplinas artísticas más antiguas y prominentes. Implica la aplicación de pigmentos sobre una superficie, generalmente utilizando pinceles, espátulas u otros utensilios. Las técnicas y estilos varían desde la pintura al óleo y la acuarela hasta la pintura al temple y el fresco. Destacados pintores a lo largo de la historia incluyen a Leonardo da Vinci, Rembrandt, Vincent van Gogh y Pablo Picasso.
- Escultura: La escultura implica la creación de formas tridimensionales utilizando diversos materiales, como piedra, metal, madera o arcilla. Los escultores dan forma y moldean los materiales para representar figuras humanas, animales, objetos o formas abstractas. Ejemplos destacados de escultura incluyen la Venus de Milo, el David de Miguel Ángel, y la obra de Auguste Rodin.
- Arquitectura: La arquitectura es la disciplina artística que se ocupa del diseño y construcción de edificios y espacios. Los arquitectos combinan elementos estéticos y funcionales para crear estructuras que sean visualmente atractivas y al mismo tiempo satisfagan las necesidades prácticas de los usuarios. Desde las antiguas pirámides egipcias y los templos griegos hasta los rascacielos modernos, la arquitectura ha desempeñado un papel fundamental en la creación de entornos habitables y simbólicos.
- Música: La música es una forma de arte que se basa en la combinación de sonidos y ritmos para transmitir emociones y expresar ideas. Se puede componer e interpretar a través de una variedad de instrumentos y voces. Las diferentes tradiciones musicales y géneros, como la música clásica, el jazz, el rock y la música folklórica, reflejan la diversidad cultural y las preferencias estilísticas de las distintas sociedades.
- Danza: La danza es una forma de expresión artística que combina movimientos corporales rítmicos y coreografiados. Puede tener raíces culturales, narrativas o puramente estéticas. A lo largo de la historia, la danza ha sido utilizada para ceremonias, celebraciones, narración de historias y expresión emocional. Los estilos de danza incluyen ballet, danza contemporánea, danza folklórica y danzas étnicas.
- Teatro: El teatro es una forma de arte[6] que combina actuación, escenografía, música y diálogo para crear una representación en vivo. A través del teatro, se pueden contar historias, explorar temas sociales y emocionales, y reflexionar sobre la condición humana. Desde las obras clásicas de Shakespeare hasta las modernas producciones teatrales, el teatro ha desempeñado un papel importante en el entretenimiento y la reflexión artística.
- Literatura: La literatura es una forma de expresión artística a través de la escritura. Incluye géneros como la poesía, la novela, el cuento y el ensayo. La literatura permite la exploración de ideas, emociones y experiencias humanas, y ha sido una forma de preservar y transmitir conocimientos y culturas a lo largo del tiempo. Escritores influyentes incluyen a Shakespeare, Cervantes, Jane Austen y Gabriel García Márquez.